# Siburio
Siburio (latino: Siburius; Burdigala, ... – ...; fl. 376-382) è stato un politico romano di origini galliche, uno dei tanti aristocratici gallici che raggiunsero alte cariche nell'amministrazione imperiale a seguito della fortuna del gallico Decimo Magno Ausonio durante il regno del suo discepolo Graziano.

## Biografia
Come Decimo Magno Ausonio, anche Siburio proveniva da Burdigala (la moderna Bordeaux), in Gallia. Lo scrittore di cose mediche Marcello Empirico cita Siburio, Eutropio e Giulio Ausonio (padre di Decimo Magno), tra i suoi conterranei con esperienze in letteratura medica.
All'inizio del 376 Siburio era divenuto magister officiorum dell'imperatore Graziano; apparentemente aveva raggiunto questo alto incarico senza alcuna esperienza precedente, solo in quanto scelto da Ausonio. Prima del 3 dicembre 379 fu nominato prefetto del pretorio delle Gallie, succedendo ad Ausonio, e mantenne la carica fino al 382, quando gli succedette Manlio Teodoro.

## Cultura e religione
Siburio era un uomo di grande cultura. Ricevette una lettera dal retore antiocheno Libanio, il quale scrisse due lettere anche al suo figlio omonimo, che intorno al 390 fu proconsole della Palaestina Prima. Ricevette anche tre delle lettere conservatesi di Quinto Aurelio Simmaco, un pagano che tentò di proteggere l'antico culto romano all'interno dell'impero cristiano. Simmaco stuzzica Siburio per il suo stile di scrittura arcaicizzante (ἀρχαϊσμὸν scribendi).
Il figlio di Siburio professò la religione tradizionale, come testimoniato da Libanio. Se anche suo padre, come sembrerebbe dalle parole di Simmaco, non si era convertito al cristianesimo, Siburio sarebbe stato il primo non-cristiano ad essere nominato prefetto del pretorio delle Gallie dai tempi dell'imperatore Giuliano e l'ultimo ad ottenere questa magistratura.